# Teobaldo Depetrini
Teobaldo Depetrini (Vercelli, Provincia de Vercelli, Italia, 12 de marzo de 1913 - Turín, Provincia de Turín, Italia, 8 de enero de 1996) fue un futbolista y director técnico italiano. Se desempeñaba en la posición de centrocampista.

## Selección nacional
Fue internacional con la selección de fútbol de Italia en 12 ocasiones. Debutó el 17 de mayo de 1936, en un encuentro ante la selección de Austria que finalizó con marcador de 2-2.

## Clubes

### Como futbolista
| Club                | País   | Año       |
| ------------------- | ------ | --------- |
| Pro Vercelli Calcio | Italia | 1930-1933 |
| Juventus F. C.      | Italia | 1933-1949 |
| Torino F. C.        | Italia | 1949-1951 |

### Como entrenador
| Club                | País   | Año       |
| ------------------- | ------ | --------- |
| A. C. Siena         | Italia | 1951-1952 |
| Pro Vercelli Calcio | Italia | 1952-1954 |
| Cenisia             | Italia | 1954-1957 |
| Juventus F. C.      | Italia | 1958-1959 |
| A. S. Biellese      | Italia | 1959-1960 |
| Ravenna Calcio      | Italia | 1960      |
| Pro Vercelli Calcio | Italia | 1961-1962 |
| Ciriè               | Italia | 1965-1969 |

## Palmarés

### Campeonatos nacionales

#### Como futbolista
| Título      | Club           | País   | Año     |
| ----------- | -------------- | ------ | ------- |
| Serie A     | Juventus F. C. | Italia | 1933-34 |
| Serie A     | Juventus F. C. | Italia | 1934-35 |
| Copa Italia | Juventus F. C. | Italia | 1937-38 |
| Copa Italia | Juventus F. C. | Italia | 1941-42 |

#### Como entrenador
| Título      | Club           | País   | Año     |
| ----------- | -------------- | ------ | ------- |
| Copa Italia | Juventus F. C. | Italia | 1958-59 |